# Barbus meridionalis
Barbus meridionalis é uma espécie de peixe actinopterígeo da família Cyprinidae.
Pode ser encontrada nos seguintes países: França e Espanha.
Os seus habitats naturais são: rios e rios intermitentes.
Está ameaçada por perda de habitat.